# Torino Calcio 1985-1986
Questa voce raccoglie le informazioni riguardanti il Torino Calcio nelle competizioni ufficiali della stagione 1985-1986.

## Stagione
La rosa reduce dal secondo posto nel precedente campionato viene profondamente modificata a seguito delle cessioni importanti della bandiera Danova, di Caso e di Serena; sono confermati Schachner e Comi, che eredita la maglia di Serena. In estate il Torino passa agevolmente il girone preliminare di Coppa Italia e il turno di Coppa UEFA contro i greci del Panathīnaïkos.
In Serie A il Torino non riuscirà a bissare la piazza d'onore ma comunque si confermerà tra le prime della classe anche grazie a vittorie di prestigio contro Fiorentina, Sampdoria e Inter: alla fine il campionato si chiude con un buon quarto posto, a pari punti con i sopracitati toscani che chiuderanno quinti per classifica avulsa.
In Coppa UEFA il Torino verrà eliminato ai sedicesimi di finale dagli jugoslavi dell'Hajduk Spalato mentre in Coppa Italia sarà estromesso ai quarti di finale dalla Sampdoria.

## Divise e sponsor
Nella stagione 1985-1986 il Torino ebbe come sponsor tecnico Adidas e come sponsor principale Sweda.
| Casa | Trasferta |

## Organigramma societario
- Presidente:
  - Sergio Rossi
- Segretario:
  - Federico Bonetto

- Direttore generale:
  - Luciano Moggi
- Allenatore:
  - Luigi Radice

## Rosa

Il dodicesimo Renato Copparoni ritrova una buona titolarità in questa stagione: nella trasferta di Napoli del 2 marzo 1986 diventa il primo portiere italiano a parare un rigore a Maradona.

| N. |                   | Ruolo | Calciatore          |
| -- | ----------------- | ----- | ------------------- |
|    | Italia (bandiera) | P     | Renato Biasi        |
|    | Italia (bandiera) | P     | Renato Copparoni    |
|    | Italia (bandiera) | P     | Silvano Martina     |
|    | Italia (bandiera) | D     | Paolo Beruatto      |
|    | Italia (bandiera) | D     | Massimo Brambati    |
|    | Italia (bandiera) | D     | Flavio Chiti        |
|    | Italia (bandiera) | D     | Giancarlo Corradini |
|    | Italia (bandiera) | D     | Roberto Cravero     |
|    | Italia (bandiera) | D     | Luigi Danova        |
|    | Italia (bandiera) | D     | Giacomo Ferri       |
|    | Italia (bandiera) | D     | Giovanni Francini   |
|    | Italia (bandiera) | D     | Vittorio Pusceddu   |
|    | Italia (bandiera) | C     | Daniele Biselli     |

| N. |                    | Ruolo | Calciatore                   |
| -- | ------------------ | ----- | ---------------------------- |
|    | Italia (bandiera)  | D     | Ezio Rossi                   |
|    | Italia (bandiera)  | D     | Renato Zaccarelli (capitano) |
|    | Italia (bandiera)  | C     | Giuseppe Dossena             |
|    | Brasile (bandiera) | C     | Leo Junior                   |
|    | Italia (bandiera)  | C     | Marco Osio                   |
|    | Italia (bandiera)  | C     | Danilo Pileggi               |
|    | Italia (bandiera)  | C     | Antonio Sabato               |
|    | Italia (bandiera)  | A     | Antonio Comi                 |
|    | Italia (bandiera)  | A     | Franco Lerda                 |
|    | Italia (bandiera)  | A     | Pietro Mariani               |
|    | Austria (bandiera) | A     | Walter Schachner             |
|    | Italia (bandiera)  | A     | Lirio Torregrossa            |

## Calciomercato

### Sessione estiva
| Acquisti | Acquisti          | Acquisti | Acquisti      |
| R.       | Nome              | a        | Modalità      |
| -------- | ----------------- | -------- | ------------- |
| D        | Silvano Benedetti | Parma    | fine prestito |
| D        | Roberto Cravero   | Cesena   | fine prestito |
| D        | Ezio Rossi        | Lecce    | fine prestito |
| C        | Antonio Sabato    | Inter    | definitivo    |
| C        | Vittorio Pusceddu | Cagliari | definitivo    |

| Cessioni | Cessioni          | Cessioni | Cessioni      |
| R.       | Nome              | da       | Modalità      |
| -------- | ----------------- | -------- | ------------- |
| D        | Silvano Benedetti | Palermo  | prestito      |
| D        | Luigi Danova      | Lecce    | definitivo    |
| D        | Roberto Galbiati  | Lazio    | definitivo    |
| C        | Domenico Caso     | Lazio    | definitivo    |
| C        | Silvio Picci      | Catania  | definitivo    |
| C        | Claudio Sclosa    | Bari     | definitivo    |
| A        | Aldo Serena       | Inter    | fine prestito |

## Risultati

### Serie A

#### Girone di andata
| Udine 8 settembre 1985, ore 16:00 UTC+2 1ª giornata | Udinese          | 0 – 0 | Torino | Stadio Friuli (31.696 spett.)\| Arbitro: \| D'Elia (Salerno) \| |
| Arbitro:                                            | D'Elia (Salerno) |       |        |                                                                 |

| Arbitro: | Paparesta (Bari) |

|                          |           |                   |
| Junior 25’ Corradini 60’ | Marcatori | 86’ D. Pellegrini |

| Lecce 22 settembre 1985, ore 16:00 UTC+2 3ª giornata | Lecce         | 0 – 0 | Torino | Stadio Via del Mare (41.565 spett.)\| Arbitro: \| Redini (Pisa) \| |
| Arbitro:                                             | Redini (Pisa) |       |        |                                                                    |

| Arbitro: | Bergamo (Livorno) |

|                   |           |  |
| Junior 64’ (rig.) | Marcatori |  |

| Arbitro: | Lo Bello (Siracusa) |

|                         |           |  |
| Conti 41’ Tovalieri 87’ | Marcatori |  |

| Arbitro: | Agnolin (Bassano del Grappa) |

|                   |           |                       |
| Scirea 39’ (aut.) | Marcatori | 4’ Serena 28’ Platini |

| Arbitro: | Redini (Pisa) |

|                   |           |  |
| Di Bartolomei 38’ | Marcatori |  |

| Arbitro: | Bergamo (Livorno) |

|                     |           |              |
| Sabato 45’ Comi 54’ | Marcatori | 87’ Maradona |

| Arbitro: | Bianciardi (Siena) |

|              |           |  |
| E. Rossi 62’ | Marcatori |  |

| Avellino 10 novembre 1985, ore 14:30 UTC+1 10ª giornata | Avellino         | 0 – 0 | Torino | Stadio Partenio (26.176 spett.)\| Arbitro: \| Lanese (Messina) \| |
| Arbitro:                                                | Lanese (Messina) |       |        |                                                                   |

| Arbitro: | Sguizzato (Verona) |

|                                                     |           |              |
| Sabato 35’ Corradini 57’ Schachner 69’ Francini 85’ | Marcatori | 2’ Berggreen |

| Arbitro: | Redini (Pisa) |

|               |           |          |
| Borgonovo 31’ | Marcatori | 81’ Comi |

| Arbitro: | Paparesta (Bari) |

|                                             |           |                                     |
| Brady 21’ (rig.) Rummenigge 55’ Bergomi 75’ | Marcatori | 34’ Comi 44’ Pusceddu 64’ Schachner |

| Torino 15 dicembre 1985, ore 14:30 UTC+1 14ª giornata | Torino              | 0 – 0 | Atalanta | Stadio Comunale (24.817 spett.)\| Arbitro: \| Coppetelli (Tivoli) \| |
| Arbitro:                                              | Coppetelli (Tivoli) |       |          |                                                                      |

| Arbitro: | D'Elia (Salerno) |

|               |           |  |
| Galderisi 37’ | Marcatori |  |

#### Girone di ritorno
| Arbitro: | Bianciardi (Siena) |

|                     |           |  |
| Comi 15’ Junior 58’ | Marcatori |  |

| Firenze 12 gennaio 1986, ore 14:30 UTC+1 17ª giornata | Fiorentina                | 0 – 0 | Torino | Stadio Comunale (38.593 spett.)\| Arbitro: \| Pezzella (Frattamaggiore) \| |
| Arbitro:                                              | Pezzella (Frattamaggiore) |       |        |                                                                            |

| Arbitro: | Luci (Firenze) |

|                                                  |           |              |
| S. Di Chiara 46’ (aut.) Corradini 68’ Junior 75’ | Marcatori | 27’ Pasculli |

| Genova 26 gennaio 1986, ore 14:30 UTC+1 19ª giornata | Sampdoria        | 0 – 0 | Torino | Stadio Luigi Ferraris (31.281 spett.)\| Arbitro: \| Paparesta (Bari) \| |
| Arbitro:                                             | Paparesta (Bari) |       |        |                                                                         |

| Arbitro: | Pieri (Genova) |

|  |           |            |
|  | Marcatori | 35’ Pruzzo |

| Arbitro: | Casarin (Milano) |

|             |           |                |
| Laudrup 25’ | Marcatori | 87’ Zaccarelli |

| Arbitro: | D'Elia (Salerno) |

|               |           |  |
| Comi 16’, 65’ | Marcatori |  |

| Arbitro: | Magni (Bergamo) |

|                                           |           |             |
| Ferri 15’ (aut.) Caffarelli 16’ Bagni 50’ | Marcatori | 14’ Mariani |

| Arbitro: | Longhi (Roma) |

|                 |           |  |
| Bivi 57’ (rig.) | Marcatori |  |

| Arbitro: | Coppetelli (Tivoli) |

|              |           |  |
| Pusceddu 87’ | Marcatori |  |

| Pisa 23 marzo 1986, ore 15:00 UTC+1 26ª giornata | Pisa             | 0 – 0 | Torino | Stadio Arena Garibaldi (22.475 spett.)\| Arbitro: \| Lanese (Messina) \| |
| Arbitro:                                         | Lanese (Messina) |       |        |                                                                          |

| Arbitro: | Lombardo (Marsala) |

|            |           |                                              |
| Sabato 53’ | Marcatori | 4’ Maccoppi 40’ Corneliusson 81’ Tempestilli |

| Arbitro: | Lo Bello (Siracusa) |

|          |           |  |
| Comi 67’ | Marcatori |  |

| Arbitro: | Boschi (Parma) |

|                         |           |                           |
| Donadoni 49’ Magrin 86’ | Marcatori | 72’ Dossena 89’ Schachner |

| Arbitro: | Fabricatore (Roma) |

|                   |           |             |
| Francini 36’, 61’ | Marcatori | 25’ Vignola |

### Coppa Italia

#### Fase a gironi
| Arbitro: | Redini (Pisa) |

|             |           |                        |
| Fattori 13’ | Marcatori | 38’ Comi 44’ Schachner |

| Arbitro: | Sguizzato (Verona) |

|             |           |                                         |
| Pircher 49’ | Marcatori | 12’ Corradini 38’, 80’ Comi 83’ Dossena |

| Arbitro: | Longhi (Roma) |

|              |           |             |
| De Falco 18’ | Marcatori | 27’ Pileggi |

| Arbitro: | Vecchiatini (Bologna) |

|                    |           |                                 |
| Schachner 15’, 36’ | Marcatori | 58’ (rig.) Lucchi 75’ Pescatori |

| Arbitro: | Lanese (Messina) |

|                            |           |  |
| Junior 32’ (rig.) Comi 86’ | Marcatori |  |

#### Fase a eliminazione diretta
| Arbitro: | Pirandola (Lecce) |

|  |           |                          |
|  | Marcatori | 29’ Corradini 42’ Junior |

| Arbitro: | Tuveri (Cagliari) |

|                         |           |  |
| Sabato 65’ E. Rossi 68’ | Marcatori |  |

| Arbitro: | Lanese (Messina) |

|                                 |           |  |
| E. Rossi 55’ (aut.) Mancini 90’ | Marcatori |  |

| Arbitro: | D'Elia (Salerno) |

|                                        |           |                                                  |
| Francini 33’ Mariani 47’ Schachner 66’ | Marcatori | 38’ Matteoli 42’, 90’ (rig.) Mancini 64’ Lorenzo |

### Coppa UEFA
| Arbitro: | Fredriksson |

|                              |           |               |
| Comi 48’ Mavridis 87’ (aut.) | Marcatori | 51’ Saravakos |

| Arbitro: | Vautrot |

|                      |           |         |
| Saravakos 70’ (rig.) | Marcatori | 1’ Comi |

| Arbitro: | Ponnet |

|              |           |               |
| Francini 74’ | Marcatori | 35’ Slišković |

| Arbitro: | Tritschler |

|                                                  |           |                   |
| Asanović 2’ Slišković 29’ Zl. Vujović 55’ (rig.) | Marcatori | 15’ (rig.) Junior |

### Torneo Estivo

#### Girone eliminatorio
| Arbitro: | Fabricatore (Roma) |

|                                                 |           |  |
| Schachner 33’, 81’, 51’ Dossena 65’ Mariani 67’ | Marcatori |  |

| Arbitro: | Frigerio (Milano) |

|                                       |           |                       |
| Zanone 46’ Carnevale 50’ Chierico 73’ | Marcatori | 11’, 61’, 51’ Mariani |

| Arbitro: | Amendolia (Messina) |

|            |           |                            |
| Virdis 65’ | Marcatori | 63’, 89’ Mariani 73’ Lerda |

#### Girone semifinale
| Arbitro: | Boschi (Parma) |

|             |           |            |
| Rideout 63’ | Marcatori | 71’ Sabato |

| Arbitro: | Leni (Perugia) |

|               |           |                           |
| Corradini 89’ | Marcatori | 56’ Volpecina 81’ Rebesco |

## Statistiche

### Statistiche di squadra
Statistiche aggiornate al 14 giugno 1986.
| Competizione  | Punti | In casa | In casa | In casa | In casa | In casa | In casa | In trasferta | In trasferta | In trasferta | In trasferta | In trasferta | In trasferta | Totale | Totale | Totale | Totale | Totale | Totale | DR  |
| Competizione  | Punti | G       | V       | N       | P       | Gf      | Gs      | G            | V            | N            | P            | Gf           | Gs           | G      | V      | N      | P      | Gf     | Gs     | DR  |
| ------------- | ----- | ------- | ------- | ------- | ------- | ------- | ------- | ------------ | ------------ | ------------ | ------------ | ------------ | ------------ | ------ | ------ | ------ | ------ | ------ | ------ | --- |
| Serie A       | 33    | 15      | 11      | 1       | 3       | 23      | 11      | 15           | 0            | 10           | 5            | 8            | 15           | 30     | 11     | 11     | 8      | 31     | 26     | +5  |
| Coppa Italia  | -     | 4       | 2       | 1       | 1       | 9       | 6       | 5            | 3            | 1            | 1            | 9            | 5            | 9      | 5      | 2      | 2      | 18     | 11     | +7  |
| Coppa UEFA    | -     | 2       | 1       | 1       | 0       | 3       | 2       | 2            | 0            | 1            | 1            | 2            | 4            | 4      | 1      | 2      | 1      | 5      | 6      | −1  |
| Torneo Estivo | -     | 2       | 1       | 0       | 1       | 6       | 2       | 3            | 1            | 2            | 0            | 7            | 5            | 5      | 2      | 2      | 1      | 13     | 7      | +6  |
| Totale        | -     | 23      | 15      | 3       | 5       | 41      | 21      | 25           | 4            | 14           | 7            | 26           | 29           | 48     | 19     | 17     | 12     | 67     | 50     | +17 |

### Statistiche dei giocatori
Fonte:
| Giocatore      | Serie A  | Serie A | Serie A     | Serie A    | Coppa Italia | Coppa Italia | Coppa Italia | Coppa Italia | Coppa UEFA | Coppa UEFA | Coppa UEFA  | Coppa UEFA | Torneo Estivo | Torneo Estivo | Torneo Estivo | Torneo Estivo | Totale   | Totale | Totale      | Totale     |
| Giocatore      | Presenze | Reti    | Ammonizioni | Espulsioni | Presenze     | Reti         | Ammonizioni  | Espulsioni   | Presenze   | Reti       | Ammonizioni | Espulsioni | Presenze      | Reti          | Ammonizioni   | Espulsioni    | Presenze | Reti   | Ammonizioni | Espulsioni |
| -------------- | -------- | ------- | ----------- | ---------- | ------------ | ------------ | ------------ | ------------ | ---------- | ---------- | ----------- | ---------- | ------------- | ------------- | ------------- | ------------- | -------- | ------ | ----------- | ---------- |
| P. Beruatto    | 26       | 0       | 1           | 0          | 7            | 0            | 1            | 0            | 4          | 0          | 1           | 0          | 5             | 0             | 0             | 0             | 42       | 0      | 3           | 0          |
| R. Biasi       | 1        | 0       | 0           | 0          | 1            | 0            | 0            | 0            | 0          | 0          | 0           | 0          | 0             | 0             | 0             | 0             | 2        | 0      | 0           | 0          |
| D. Biselli     | 0        | 0       | 0           | 0          | 0            | 0            | 0            | 0            | 0          | 0          | 0           | 0          | 1             | 0             | 0             | 0             | 1        | 0      | 0           | 0          |
| M. Brambati    | 1        | 0       | 0           | 0          | 0            | 0            | 0            | 0            | 0          | 0          | 0           | 0          | 1             | 0             | 0             | 0             | 2        | 0      | 0           | 0          |
| F. Chiti       | 0        | 0       | 0           | 0          | 0            | 0            | 0            | 0            | 0          | 0          | 0           | 0          | 1             | 0             | 0             | 0             | 1        | 0      | 0           | 0          |
| A. Comi        | 30       | 7       | 3           | 0          | 9            | 4            | 0            | 0            | 4          | 2          | 1           | 0          | 4             | 0             | 0             | 0             | 47       | 13     | 4           | 0          |
| R. Copparoni   | 21       | −19     | 0           | 0          | 4            | -6           | 0            | 0            | 0          | 0          | 0           | 0          | 2             | -3            | 0             | 0             | 27       | -9     | 0           | 0          |
| G. Corradini   | 30       | 3       | 0           | 0          | 9            | 2            | 1            | 0            | 3          | 0          | 2           | 0          | 5             | 1             | 0             | 0             | 47       | 6      | 3           | 0          |
| R. Cravero     | 8        | 0       | 0           | 0          | 5            | 0            | 0            | 0            | 2          | 0          | 0           | 0          | 4             | 0             | 0             | 0             | 19       | 0      | 0           | 0          |
| L. Danova      | 0        | 0       | 0           | 0          | 2            | 0            | 0            | 0            | 0          | 0          | 0           | 0          | 0             | 0             | 0             | 0             | 2        | 0      | 0           | 0          |
| G. Dossena     | 28       | 1       | 1           | 1          | 8            | 1            | 1            | 0            | 4          | 0          | 0           | 0          | 4             | 1             | 0             | 0             | 44       | 3      | 2           | 1          |
| G. Ferri       | 26       | 0       | 3           | 0          | 7            | 0            | 0            | 0            | 4          | 0          | 0           | 0          | 5             | 0             | 0             | 0             | 42       | 0      | 3           | 0          |
| G. Francini    | 21       | 3       | 1           | 0          | 7            | 1            | 0            | 0            | 1          | 0          | 0           | 0          | 5             | 0             | 0             | 0             | 34       | 4      | 1           | 0          |
| ?. Giunti      | 0        | 0       | 0           | 0          | 0            | 0            | 0            | 0            | 0          | 0          | 0           | 0          | 2             | 0             | 0             | 0             | 2        | 0      | 0           | 0          |
| L. Junior      | 30       | 4       | 2           | 0          | 6            | 2            | 1            | 0            | 4          | 1          | 0           | 0          | 0             | 0             | 0             | 0             | 40       | 7      | 3           | 0          |
| F. Lerda       | 5        | 0       | 0           | 0          | 3            | 0            | 1            | 0            | 1          | 0          | 0           | 0          | 3             | 1             | 0             | 0             | 12       | 1      | 1           | 0          |
| S. Martina     | 9        | −7      | 0           | 0          | 5            | -5           | 0            | 0            | 4          | -6         | 0           | 0          | 3             | -4            | 0             | 0             | 21       | -15    | 0           | 0          |
| P. Mariani     | 9        | 1       | 0           | 0          | 6            | 1            | 0            | 0            | 0          | 0          | 0           | 0          | 5             | 6             | 0             | 0             | 20       | 8      | 0           | 0          |
| M. Osio        | 5        | 0       | 0           | 0          | 2            | 0            | 0            | 0            | 1          | 0          | 0           | 0          | 1             | 0             | 0             | 0             | 9        | 0      | 0           | 0          |
| D. Pileggi     | 9        | 0       | 0           | 0          | 3            | 1            | 0            | 0            | 4          | 0          | 0           | 0          | 0             | 0             | 0             | 0             | 16       | 1      | 0           | 0          |
| V. Pusceddu    | 5        | 2       | 0           | 0          | 5            | 0            | 0            | 0            | 0          | 0          | 0           | 0          | 3             | 0             | 0             | 0             | 13       | 2      | 0           | 0          |
| E. Rossi       | 17       | 1       | 0           | 0          | 5            | 1            | 1            | 0            | 2          | 0          | 1           | 0          | 5             | 0             | 0             | 0             | 29       | 2      | 2           | 0          |
| A. Sabato      | 28       | 3       | 1           | 1          | 9            | 1            | 1            | 0            | 4          | 0          | 0           | 0          | 4             | 1             | 0             | 0             | 45       | 5      | 2           | 1          |
| W. Schachner   | 28       | 3       | 1           | 0          | 7            | 4            | 0            | 0            | 4          | 1          | 1           | 0          | 3             | 3             | 0             | 0             | 42       | 11     | 2           | 0          |
| L. Torregrossa | 0        | 0       | 0           | 0          | 1            | 0            | 0            | 0            | 0          | 0          | 0           | 0          | 0             | 0             | 0             | 0             | 1        | 0      | 0           | 0          |
| R. Zaccarelli  | 29       | 1       | 2           | 1          | 8            | 0            | 0            | 0            | 4          | 0          | 2           | 0          | 2             | 0             | 0             | 0             | 43       | 1      | 4           | 1          |

## Giovanili

### Piazzamenti
- Primavera:
  - Campionato:
  - Coppa Italia: Vincitore
  - Torneo di Viareggio: quarti di finale.
- Berretti:
  - Campionato: Vincitore